# José Pomar
José Pomar Arriaga (Ciudad de México, 18 de junio de 1880-Ciudad de México, 13 de septiembre de 1961), más conocido como José Pomar, fue un compositor, pianista, director de orquesta y coros, profesor, ensayista y promotor cultural. Su catálogo se conforma por obras para piano, voz, ensambles de cámara y orquesta. Se le considera un innovador dentro de la música mexicana de concierto.

## Biografía

### Nacimiento e infancia (1880-1898)
Bautizado con los nombres José María Ciriaco Luis G. Federico Ignacio de la Santísima Trinidad, Pomar nació el 18 de junio de 1880 a las 5 de la tarde en la casa no. 11 de la calle de la Buenamuerte (hoy calle San Jerónimo), en el centro de la Ciudad de México. Su padre Luis Pomar Perea, luego de haberse casado en 1871 con Soledad Ordóñez y haber procreado cuatro hijas, contrajo segundas nupcias en 1878 con Dolores Arriaga Uranga, matrimonio del cual José Pomar fue el único hijo. Don Luis era un comerciante de rebozos provenientes de Tulancingo, pero además se dedicaba a dar clases de guitarra y era copista de partituras, actividad que el pequeño José aprendió desde entonces, constituyendo así su primer contacto con la música. Mientras tanto, su madre Dolores le dio sus primeras clases de piano, continuándolas luego con su tía la Sra. Josefa Barbieri de Pomar. 
José cursó la primaria en el colegio del Padre Villagrán.  Con apenas 12 años de edad, comenzó a tomar clases de armonía con Félix M. Alcérreca y de órgano con el padre José Guadalupe Velázquez, al tiempo que buscó recibir clases de piano de Carlos J. Meneses, el maestro más reputado del momento; en un primer momento, este lo canalizó hacia Tomás Alarcón, con quien tomó clases solo durante un año, pero más adelante lo aceptó como su alumno. Pomar también tuvo como maestro a Gustavo E. Campa, con quien estudió armonía, contrapunto y composición.
Además de aquel primer contacto con la música, Pomar sintió una gran atracción por la mecánica, cuyos estudios inició pero abandonó posteriormente, al igual que los de bachillerato. No obstante, su admiración por los trenes le llevó a desarrollar desde entonces, en un segundo plano, el cultivo de una pasión que duraría toda su vida: el ferromodelismo.

### Juventud (1898-1908)

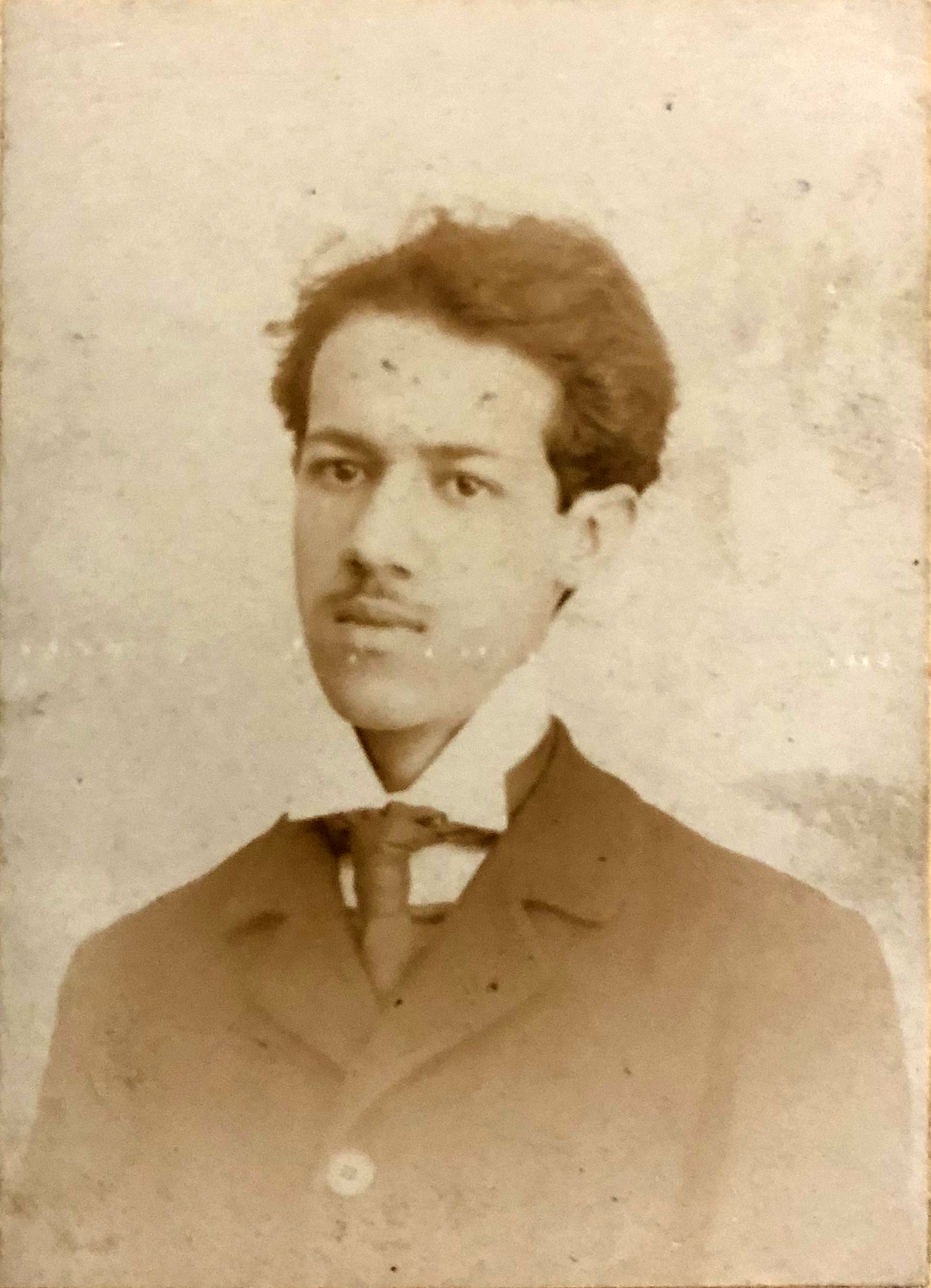
José Pomar en su juventud

En 1898, Pomar compuso El juglar, pieza de carácter para piano, la cual publicó hacia 1904 por la casa editora A. Wagner & Levien. Sin embargo, como paga recibió solo unos cuantos pesos y cinco ejemplares impresos. Al pedir uno adicional, se lo cobraron. Este suceso "lo retrajo en cuanto a trabajar por la difusión y divulgación de su obra".
Junto al susodicho Luis Moctezuma y Manuel M. Bermejo se unió a la Sociedad de ensayos literarios Manuel Gutiérrez Nájera  y participó con ellos en la introducción de la Técnica Leschetizki en el país hacia 1899-1900, además de continuar con la labor, iniciada algunos años atrás por Felipe Villanueva, de incorporar la música de Bach al repertorio de la enseñanza pianística en México.
Entre 1902 y 1904 dio clases de solfeo y canto coral en la Escuela Normal de México y en enero de 1904 se casó con Luz Aguilar Ortiz, con la cual tuvo cuatro hijos: Luz (1905-1986), Fausto (1907-2002), Dolores (1913-2009) y María Teresa (1919-2010).
Ya desde estos primeros años, Pomar rechazaba el gusto imperante por la música italiana y se mostraba más afín hacia la música germánica y la francesa, la literatura socialista rusa, la poesía latinoamericana, el teatro y el ballet. Durante esta época, entabló amistad con músicos, escritores, poetas, pintores y arquitectos tales como Diego Rivera, Julio Pani, Pedro Ogazón, Guillermo E. Symonds, José Joaquín Gamboa, Jesús T. Acevedo y Adrián M. de Parres. Varios de estos personajes pertenecieron al Ateneo de la Juventud, lo cual explica la participación de Pomar como redactor en la revista Savia moderna, fundada por Alfonso Cravioto en 1906. También a partir de estos años aparecen sus primeras publicaciones en periódicos, actividad a la que se dedicaría durante gran parte de su vida.

### La estancia en Pachuca (1908-1915)

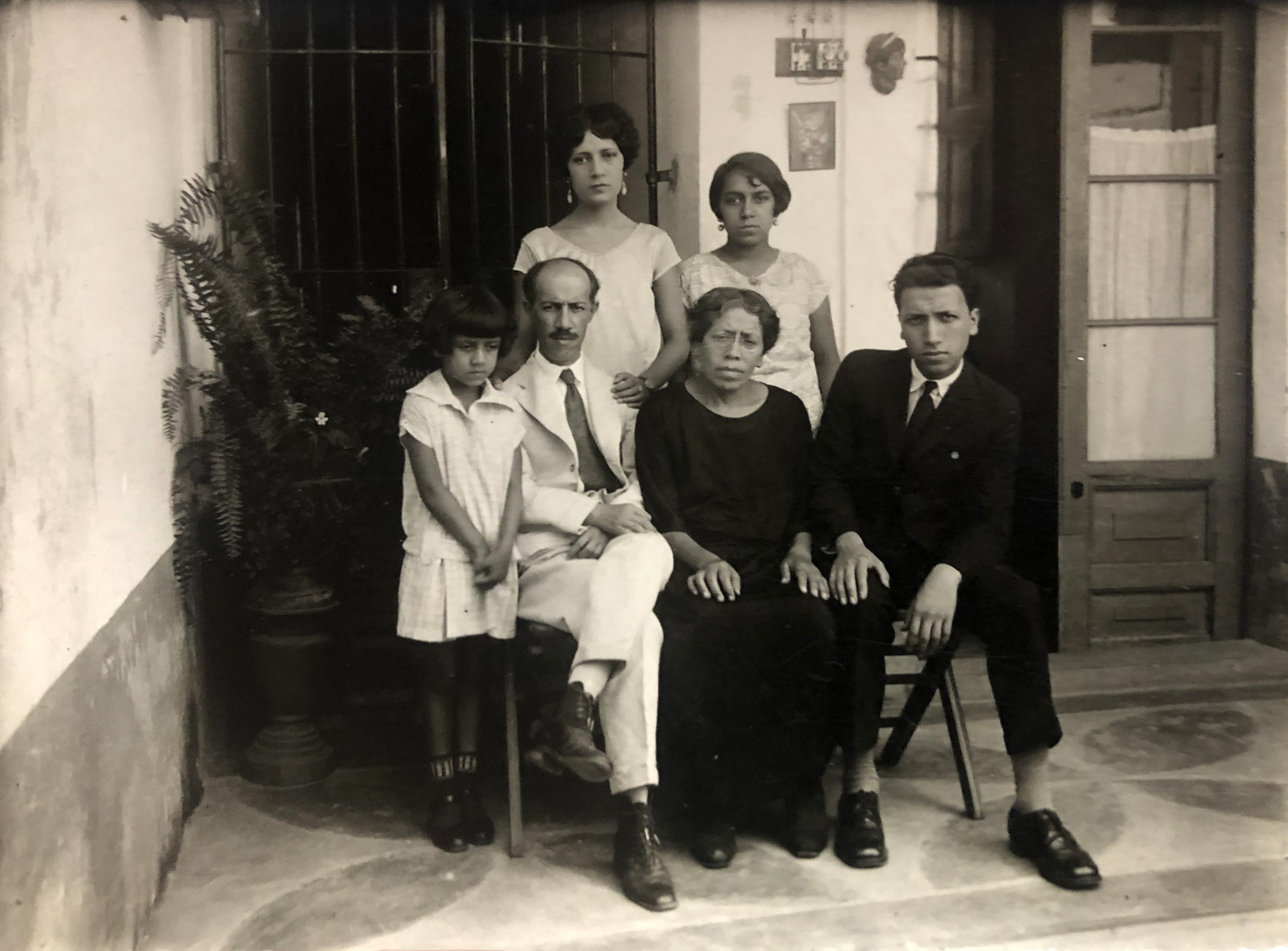
La familia Pomar Aguilar

En 1908, Pomar se mudó con su familia a Pachuca, ciudad a la que viajaba constantemente para dar clases. Influyó en esto la poco favorable reputación que se había ganado en la Ciudad de México como anti-reeleccionista. Ahí fundó El Sexteto Pomar, ensamble conformado por los violinistas Heriberto López y Luis García Granados, el chelista Manuel Ortíz Cisneros, el contrabajista José García Granados, Jesús Padilla quien tocaba el armonio y el propio José Pomar al piano. Esta agrupación participó activamente en la vida cultural de la ciudad. También en 1908, Pomar menciona que entró en contacto con la música de Debussy, cuyo lenguaje influiría algunas de sus obras posteriores.
En 1911, fue nombrado profesor de música en el Instituto Científico y Literario de Pachuca, donde enseñó composición y solfeo.  Al mismo tiempo, entró a trabajar como redactor en el diario El Independiente. Ya para 1914, la agitación que vivía el país comenzó a manifestarse en Pachuca, producto de las peleas entre constitucionalistas y revolucionarios. Debido a esto, Pomar fue removido y recontratado de su puesto como maestro en más de una ocasión. Fue en estos años en que se enlistó durante unos meses en el ejército de Pablo González, animado por Alfonso Cravioto. Desgraciadamente para él, pronto tuvo que abandonar la lucha debido a un problema de disentería y a un balazo que recibió en la rodilla. Pomar consideraría años más tarde que a raíz de este hecho, sus ideas políticas se trastornaron debido a que “las combatió la dura realidad”.

### Breve periodo en la Ciudad de México (1915-1917)
En septiembre de 1915, Alfonso Cravioto, quien era el director general de Bellas Artes, ofreció a su amigo Pomar el puesto de Oficial Segundo en dicha instancia. Pomar aceptó el nombramiento y regresó solo a la Ciudad de México. Durante su breve gestión, propuso una serie de reformas al Conservatorio Nacional con el afán de reorganizarlo, entre las que se encontraba un nuevo plan de estudios, y gestionó la fundación de los conservatorios de Guanajuato y Puebla. Sin embargo, la salud de su esposa decayó de tal modo que tuvo que pedir un aumento de salario para poder traer a su familia a la Ciudad de México. Sus constantes demandas no tuvieron éxito hasta que solicitó la renuncia de su puesto en enero de 1916, tras la cual consiguió finalmente el ascenso a Oficial primero. Sin embargo, tan solo unos meses después, en junio, Pomar fue removido de su cargo sin explicación alguna. Como último recurso, mandó al presidente la propuesta de un proyecto que había ideado diez años atrás y que consistía en una beca con duración de un año para recorrer todos los estados de la República, recogiendo en cada uno los cantos de diferentes pueblos y ofreciendo a cambio el arreglo de por lo menos una docena de ellos. Por desgracia, dicho proyecto nunca se llevó a cabo.
Desempleado, consiguió impartir la clase de armonía en el Conservatorio Nacional entre 1916 y 1918; sin embargo, al no proporcionarle dicha actividad de un salario suficiente, Pomar ingresó a la Secretaria de Industria y Comercio en mayo de 1917, institución en la cual laboraría durante once años. Inicialmente, logró ascender de ayudante a oficial primero en la Sección de Correspondencia y Archivo y luego fue transferido al Departamento de Pesas y Medidas en 1918, por lo que tuvo que mudarse con su familia a Guanajuato, ciudad en la que el año anterior y gracias a su simpatía con las ideas constitucionalistas, había tenido la experiencia de haber sido invitado a participar en una velada literario-musical, precedida por personajes como Venustiano Carranza y Álvaro Obregón, en memoria de los caídos durante la usurpación huertista y la disidencia villista, en la cual interpretó al piano algunos de sus arreglos de canciones populares.

### Los años en la SIC (1917-1928)

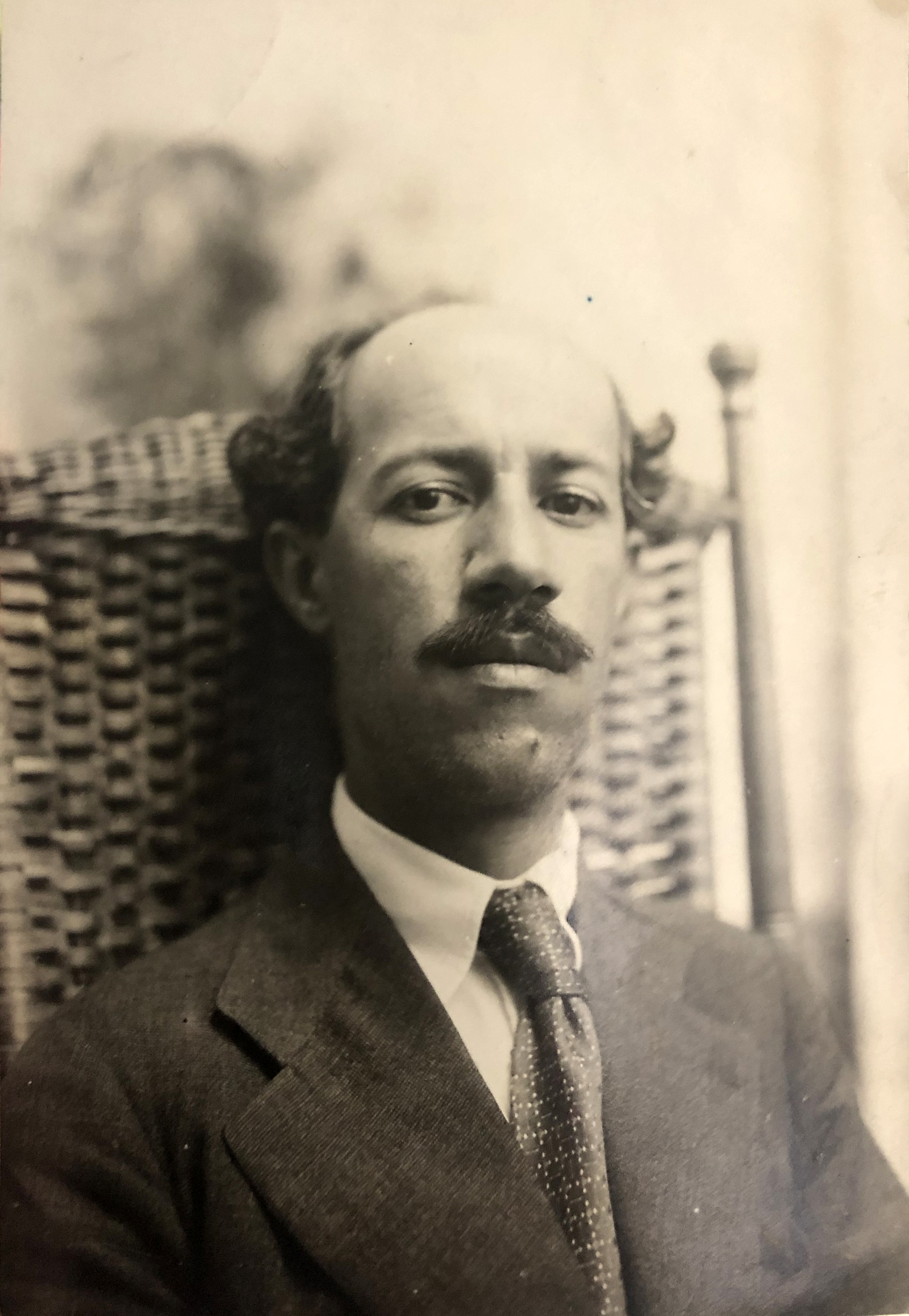
José Pomar

Su trabajo en la Secretaria de Industria y Comercio le privó casi por completo de su actividad creativa, limitándose a concluir algunos trabajos previos y a hacer algunos arreglos tanto de obras propias como de otros autores. No obstante, desarrolló una considerable actividad como promotor de la cultura: integró la Comisión Organizadora del Primer Ciclo de Difusión Cultural en 1924 (en cuya temporada de conciertos se interpretó su Concierto para piano y orquesta y la Balada de Navidad) y posteriormente fundó y dirigió la Orquesta Sinfónica del Estado de Guanajuato, así como el Conjunto Sinfónico, actual Orquesta Sinfónica de León, ciudad a la que se mudó, al parecer, en aquel año.
Hacia 1927, Pomar se estableció en Guadalajara buscando regresar de lleno a sus actividades del medio musical, en donde le prometían dar clases de armonía y composición en una academia de piano y fundar la Facultad de Música del estado. Durante este lapso, se relacionó con José Rolón, Ramón Serratos y Jesús Estrada, participó activamente como crítico y divulgador en periódicos tales como El Informador, y reinició su actividad creativa al piano, componiendo la suite Oblación a los Compositores Populares.
Durante el año de 1928, la vida de Pomar se convulsionó agresivamente. En medio de una creciente actividad musical, su esposa Dolores falleció el 23 de mayo. Por otro lado, algunos problemas laborales en la Secretaria de Industria y Comercio lo llevaron a renunciar a mediados del año. Pese a ello, Pomar siempre se mostró agradecido hacia esta institución, especialmente por haberle permitido cumplir el deseo de su juventud: viajar por el país y conocer las manifestaciones musicales del pueblo mexicano. En octubre se organizaron una serie de recitales con la obra para piano de Pomar interpretados por él mismo, probablemente los más grandes que se hicieron durante su vida. Sin embargo, después de esperar infructuosamente las promesas de trabajo, finalmente las puertas se abrieron para Pomar en la Ciudad de México hacia diciembre de 1928, donde se instalaría definitivamente hasta su muerte. Carlos Chávez, quien acababa de iniciar su gestión como director del Conservatorio Nacional de Música luego de haber vivido un par de años en Nueva York, le ofreció la oportunidad de dar clases en el Conservatorio, hecho que daría inicio a una amistad que beneficiaría positivamente a Pomar en aquella época, pero que posteriormente se enfriaría. Ahí, llegó a impartir las clases de Teoría Superior, Análisis Musical y Solfeo.

### El regreso definitivo a la Ciudad de México (1928-1961)

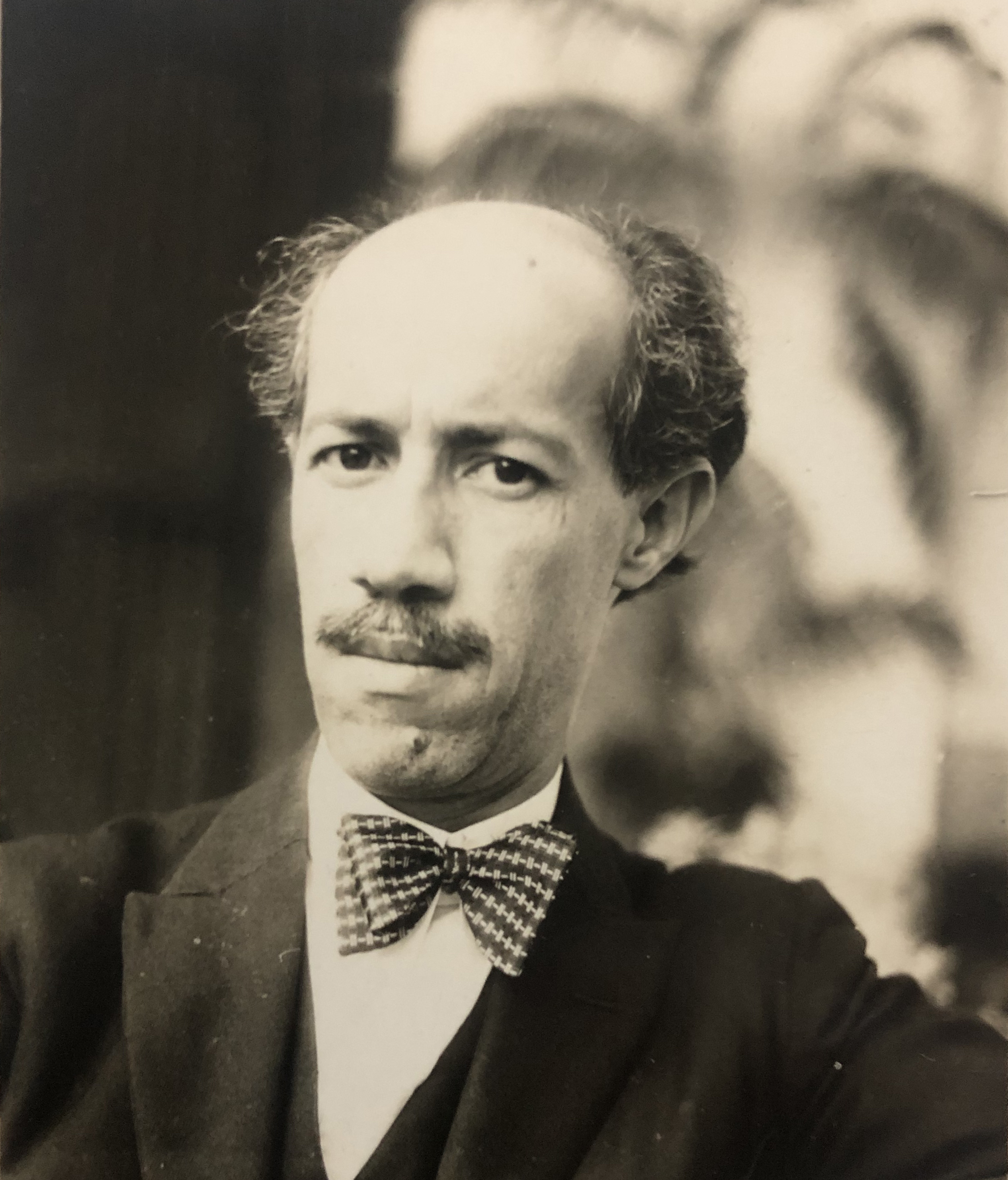
José Pomar en la década de los treinta

Los primeros dos años en la capital fueron muy duros, ya que debido a que sus hijos permanecían en Guadalajara, Pomar tenía que gestionar sus ganancias para garantizar su propia subsistencia y la de su familia, así como ahorrar para la eventual mudanza que, finalmente, llegó a finales de 1930.
En el Conservatorio se relacionó con el grupo de autores cercano a Chávez: Luis Sandi, Eduardo Hernández Moncada, José Rolón, Vicente T. Mendoza, Gerónimo Baqueiro Foster, David Saloma y Daniel Castañeda. Además de la docencia, Chávez ofreció a Pomar la oportunidad de realizar recitales, dictar conferencias, lo invitó a formar parte del Comité editorial de la Revista Música, le encargó nuevas obras y dirigió los estrenos de sus trabajos orquestales —al igual que Silvestre Revueltas— con la flamante Orquesta Sinfónica de México.
Durante la década de los treinta, se afilió al Frente Popular Antiimperialista, al Partido Comunista Mexicano (PCM) y fue uno de los fundadores de la Liga de Escritores y Artistas Revolucionarios (LEAR). Su postura y sus ideas le valieron una entrañable amistad con Jacobo Kostakowsky y Silvestre Revueltas, con quienes compartía credo político. Producto de ello, el pensamiento de Pomar en torno a la razón de ser del arte y la creación se radicalizó al grado de concebir una nueva ideología donde la música debía hacerse por y para las masas, con un sentido social de apoyo al pueblo y utilizando el texto como arma para combatir en la lucha de clases. Como consecuencia, Pomar comenzó a trabajar en la creación de un corpus de obras corales con textos políticos de corte socialista, concebidos la mayoría para ser entonados por coros populares. Sus ideas fueron depositadas en varios de sus escritos, apareciendo algunos de ellos en publicaciones como Contraataque, Frente a frente y El Machete.
En 1936, un grupo de alumnos del Conservatorio fundó la Escuela Nocturna de Música para Trabajadores y Empleados (hoy Escuela Superior de Música), con la finalidad de proveer de una educación de calidad al proletariado. Pomar coincidía plenamente con la misión de esta institución y fue uno de los tres maestros del Conservatorio que se sumó a la planta de la Escuela Nocturna; a partir de entonces, Pomar no abandonaría esta institución hasta su muerte.
A principios de la década de los cuarenta, los escritos de Pomar adquirieron un tinte ideológico menos radical e incluso, regresó a hablar de temas musicales. También su labor creativa se detuvo prácticamente teniendo como excepción la escritura de su última gran obra: América. Sinfonía en Do (1946).  Pomar se afilió en sus últimos años al Partido Popular, fundado por Vicente Lombardo Toledano, con quien estableció una fructífera relación que lo conduciría a fundar y dirigir el coro de la Universidad Obrera de México, el cual interpretó algunas de sus obras militantes.
En sus últimos años, Pomar se consagró a su actividad docente en la Escuela Nocturna de Música —de la cual fue nombrado subdirector en 1956— y al ferromodelismo, llegando incluso a ser nombrado presidente de la Asociación Nacional de Modelistas Ferrocarrileros. Murió el 13 de septiembre de 1961 en la Ciudad de México.

## Rescate de su obra
Durante los siguientes 20 años posteriores a su muerte, su familia buscó espacios y oportunidades para que se realizaran audiciones de su música y se recordara su figura, destacando un par de homenajes en 1974 y en 1980, este último organizado por la Liga de Compositores Mexicanos. No es sino hasta 1981 que, gracias al empeño de Fausto Pomar, la Liga inició un trabajo editorial abordando una selección de las piezas para piano de José Pomar, tarea que a lo largo de doce años cosecharía la publicación de siete partituras que recorren de manera general la producción pianística de toda su vida: El exconvento de San Francisco en Pachuca (1981), Sonatina para piano (1982), Oblación a los compositores populares (junto con Oblación, Fiel a una memoria) (1988), Preludio 1 en sol mayor para piano (junto a la Mazurka 17 en mi menor para piano de Manuel M. Ponce) (1989), Bosquejos de escenas infantiles. Suite para piano (1989), y La quimera. Suite para piano (1993).
Derivado de la publicación de estas partituras, Raúl Ladrón de Guevara realizó una grabación de El exconvento de San Francisco en Pachuca en 1989. Hacia 1984, Julio Estrada coordinó y participó en la publicación de la enciclopedia La música de México, en cuyo cuarto volumen, dedicado al periodo nacionalista, aparecen diferentes textos que aluden a la figura de José Pomar. En los siguientes años se organizaron diferentes conciertos con obras suyas, destacando el estreno de la Sinfonía América en 1993 por la Orquesta Sinfónica Nacional, bajo la batuta de Sergio Ortíz.
En 1998, Elena y Julio Pomar, nietos del compositor, entregaron el archivo de su abuelo al Instituto de Investigaciones Estéticas de la UNAM, el cual bajo la dirección de Julio Estrada fue incorporado al Archivo de Músicos Disidentes Mexicanos. Enseguida, la Dra. Olga Picún comenzó a ordenarlo, digitalizarlo y escribir sobre él con la intención de colocarlo al alcance del público en los años siguientes. Ya para entonces, Daniel Noli llevaba algunos años interpretando la música de Pomar e investigando sobre su figura, inducido por Sergio Ortiz, actividades que cristalizaron en el año 2000 con la publicación de Presagio: Música para piano de José Pomar, el primer disco monográfico con obras de Pomar.
Durante esta década, vieron la luz una serie de artículos escritos por ella misma y Emilio Casco Centeno y en 2010, una breve biografía aparece en el capítulo La creación musical en México durante el siglo XX de Aurelio Tello, del libro La música en México: Panorama del siglo XX.

Maby Muñoz, entonces alumna de la Facultad de Música de la UNAM, presentó un capítulo de sus Notas al programa dedicado a El exconvento de San Francisco en Pachuca en 2012, texto que la llevaría a realizar la primera tesis de maestría dedicada a Pomar en 2016, titulada José Pomar y su música para piano: Una aproximación a la obra y al compositor. Finalmente en 2018, el pianista Rodrigo Acevedo realizó una gira de conciertos y la grabación de la obra completa para piano de Pomar en dos discos publicados bajo el sello Tempus Clásico y con el apoyo de una beca del FONCA, así como la publicación de una tesis donde analiza la Sonata para piano de Pomar.

## Obra
Desde 1898 a 1908 Pomar experimentó un primer impulso creativo conformado por 26 piezas originales para piano —de las cuales cuatro son piezas sueltas y las demás pertenecen a seis ciclos de suites o colecciones— y la obra de cámara Canción Samaritana (1904). Compuestas en formas simples, es posible detectar en ellas un incipiente y muy personal lenguaje armónico y contrapuntístico, mismo que desarrollará a lo largo de este periodo y llegará a caracterizar toda su obra, así como la concepción programática presente en algunas de estas piezas. Asimismo, la música de salón está muy presente en muchos de sus trabajos, como en sus Dos danzas (1901), Cuatro hojas de álbum en tiempo de vals (1902-1904) y Cuatro mazurkas (1903-1908). También hizo arreglos para ensamble (quinteto y sexteto) tanto de obras propias como de otros autores.
Su producción pianística evolucionó hacia formas más grandes y ambiciosas que aquellas creadas en la Ciudad de México. Destacan el Concierto para piano con acompañamiento de orquesta (1912), el cual es, después de aquellos de Castro y Ponce, una de las primeras obras concertantes escritas en el país; la Sonata para piano (1913), compuesta en el mismo año que la obra homónima de Manuel M. Ponce, y que junto con ella conforman uno de los primeros ejemplos de sonata para piano en el país durante el siglo XX; las suites El exconvento de San Francisco en Pachuca (1912-1919) y Bosquejos de Escenas Infantiles (1912-1928), cuya composición había iniciado por aquellos años y fueron construidas con algunos elementos que remiten a la música de Debussy; y sus Tres interludios “Al arrimo de su cariño" (1912-1916), que son la obra más vanguardista de esta época en términos de armonía.
También durante este tiempo, Pomar comenzó a llevar a cabo una idea que había tenido unos años atrás: transcribir cantos autóctonos de México. De manera paralela a Manuel M. Ponce, se dedicó a realizar una serie de arreglos para piano solo de melodías mexicanas populares, escritos la mayoría entre 1913 y 1915. Dicha empresa culminó con la composición de su Balada de Nochebuena (1915), construida con dos famosos temas de las posadas mexicanas y obra hermana de la famosa Balada Mexicana de Ponce. Por otra parte, creó algunas obras de cámara, como México-España (1910) y Sonetino (1911), ambas para voz y piano, así como su interesante Sonata para dos violines y piano (1914-1916) dedicada al violinista Luis G. Saloma con quien la tocó en su estreno, al lado del también violinista Ezequiel Sierra.
Durante la década de los treinta, Pomar vivió una etapa de plenitud creativa y laboral, similar a aquella que había vivido en Pachuca veinte años atrás. Las obras orquestales que escribió en estos años son: Cuarto cuadro para orquesta (1930), la cual formaba parte de un proyecto encargado por el mismo Chávez para componer y escenificar una obra dividida en 5 movimientos que abarcara la Historia de México. A Pomar le había sido asignado el cuarto movimiento, que hablaba del Porfirismo. Al parecer, esta obra nunca se estrenó; Huapango para orquesta (1931) que antecede una década a aquel de Moncayo y es una de las obras nacionalistas de Pomar creadas en esta nueva etapa de su vida; el ballet Ocho Horas (1931) donde simula el ruido de una imprenta con una instrumentación atípica que incluye entre otras cosas un motor, cadenas, láminas, un silbato, un timbre y una sirena, concepción que lo vincula al futurismo; y el Preludio y fuga rítmicos (1932) obra pionera en el uso de las percusiones en México, contemporánea de las famosas Rítmicas de Amadeo Roldán e Ionisation de Edgar Varèse. Antes de esto, Pomar solamente había incursionado al género orquestal con su Concierto para piano (1912) y un arreglo de la Balada de Navidad (1918). También escribió obras para conjuntos instrumentales como Los gatos (sombras chinescas) (1933), La murga (1933) y en 1934 compone su última obra para piano, la Sonatina, cuyo segundo movimiento contiene elementos del danzón.
De esta época son también sus piezas vocales con textos de militancia política, los cuales fueron alabados por Silvestre Revueltas en su escrito José Pomar y el canto revolucionario, donde lo compara con compositores vanguardistas de la época como Hanns Eisler.
Finalmente, hacia 1946 Pomar escribió su obra maestra: América, Sinfonía en Do, la cual compuso con la finalidad de presentarla al Premio Musical Reichhold “Sinfonía de las Américas”, un concurso convocado por el millonario Henry H. Reichhold y que buscaba premiar al ganador con 25,000 dólares. Pomar obtuvo una mención honorífica en dicho certamen. La obra se conforma de cuatro movimientos dedicados a cuatro países: Argentina, Perú, México y Estados Unidos. Cada uno está construido con elementos que pertenecen o aluden a cada una de las naciones y en el último movimiento reaparecen los tres primeros.

### Documentos en línea
- Acevedo, Rodrigo (marzo del 2020). La sonata para piano de José Pomar: contexto y análisis (Tesis). Universidad Nacional Autónoma de México.

- Muñoz, Maby (agosto del 2016). José Pomar y su música para piano. Una aproximación a la obra y al compositor (Tesis). Universidad Nacional Autónoma de México.

- Picún, Olga (2005). «José Pomar: su trayectoria y su música». latinoamerica música.